# Rupert Evans
Rupert Edward Carless Evans (ur. 9 marca 1977 w Staffordshire) – brytyjski aktor, który wystąpił m.in. w filmach Hellboy (2004), Agora (2009), Amerykańska sielanka (2016) oraz serialach Człowiek z Wysokiego Zamku (2015–2018) i Charmed (od 2018).

## Młodość
Urodził się w Staffordshire. Wychował się na farmie w Stowe-by-Chartley, niedaleko Stoke-on-Trent. Uczył się w Bilton Grange School, niezależnej szkole z internatem w wiosce Dunchurch, niedaleko miasteczka Rugby w Warwickshire. Naukę kontynuował w Milton Abbey School, niezależnej szkole z internatem w wiosce Milton Abbas. Studiował aktorstwo w Webber Douglas Academy of Dramatic Art, wówczas z siedzibą w South Kensington w Londynie.

## Kariera
Debiutował na ekranie mając siedemnaście lat w dramacie Mike’a Figgisa Wersja Browninga (1994) u boku Alberta Finneya. W telewizyjnej adaptacji powieści Fiodora Dostojewskiego Zbrodnia i kara (Crime and Punishment, 2002), zrealizowanej przez BBC Two, z udziałem Iana McDiarmida i Shauna Dingwalla, pojawił się jako student. W miniserialu BBC One Północ i Południe (North & South, 2004) na podstawie powieści Elizabeth Gaskell z Richardem Armitage wystąpił jako Frederick Hale. Jego pierwszą znaczącą rolą była postać agenta Johna Myersa w filmie Guillerma del Toro Hellboy (2004), na motywach komiksu Mike’a Mignoli o tym samym tytule.
W 2006 zagrał w spektaklach Royal Shakespeare Company – Romeo i Julia jako Romeo i Życie i śmierć króla Jana. W 2007 w Donmar Warehouse Theatre został obsadzony w sztuce Manuela Puigi Pocałunek kobiety-pająka.
W dramacie historycznym Alejandro Amenábara Agora (2009) wystąpił w roli Synesiusa, grając u boku Rachel Weisz i Maxa Minghelli. W lutym 2018 ogłoszono, że będzie grał profesora college’u Harry’ego Greenwooda w serialu fantasy The CW Charmed.

## Filmografia

### Filmy
| Rok  | Tytuł                | Rola             | Uwagi       |
| ---- | -------------------- | ---------------- | ----------- |
| 2004 | Hellboy              | agent John Myers |             |
| 2007 | Arytmia              | Ali/Jeb          |             |
| 2008 | Sidney Turtlebaum    | Gabriel          | krótkometr. |
| 2009 | Agora                | Synesius         |             |
| 2011 | The Incident         | George           |             |
| 2012 | Elfie Hopkins        | Gammon           |             |
| 2014 | The Canal            | Richard Rivers   |             |
| 2015 | Tank 432             | Reeves           |             |
| 2016 | The Boy              | Malcolm          |             |
| 2016 | Amerykańska sielanka | Jerry Levov      |             |
| 2020 | Zabójcza portierka   | Jon Stanton      |             |

### Telewizja
| Rok       | Tytuł                                        | Rola              | Uwagi              |
| --------- | -------------------------------------------- | ----------------- | ------------------ |
| 2001      | High Stakes                                  | Charlie           | 1 odc.             |
| 2001      | Moja rodzinka                                | Tom               | 1 odc.             |
| 2002      | Lexx                                         | Cleasby           | 1 odc.             |
| 2002      | The Eustace Bros.                            | Toby Edwards      | 6 odc.             |
| 2002–2003 | Na każde wezwanie                            | Jamie Doughan     | 7 odc.             |
| 2003      | Sons and Lovers                              | Paul Morel        | film TV            |
| 2004      | North & South                                | Frederick Hale    | 3 odc.             |
| 2005      | Fingersmith                                  | Richard Rivers    | 3 odc.             |
| 2005      | ShakespeaRe-Told – A Midsummer Night’s Dream | Xander            | 1 odc.             |
| 2008      | The Palace                                   | King Richard IV   | 8 odc.             |
| 2009      | Emma                                         | Frank Churchill   | 3 odc.             |
| 2010      | The Little House                             | Patrick           | 2 odc.             |
| 2012      | Świat bez końca                              | Godwyn            | 8 odc.             |
| 2013–2014 | The Village                                  | Edmund Allingham  | 12 odc.            |
| 2013      | Poirot                                       | Harold Waring     | 1 odc.             |
| 2014      | Fleming: The Man Who Would Be Bond           | Peter Fleming     | miniserial, 4 odc. |
| 2014      | Rogue                                        | Elliott           | 7 odc.             |
| 2014      | The Secrets                                  | Tom               | 1 odc.             |
| 2015–2018 | The Man in the High Castle                   | Frank             | 26 odc.            |
| 2018–2022 | Charmed                                      | Harry Greenwood   | w gł. obsadzie     |
| 2022      | Bridgertonowie                               | Edmund Bridgerton | 1 odc.             |
| 2023      | Czarny tort (Black Cake)                     | James Evertt      | 1 odc.             |
| 2024      | Wisting                                      | Andrew Greenwood  | 4 odc.             |